# 鳥屋城村
鳥屋城村（とやじょうむら）は、和歌山県有田郡にあった村。現在の有田川町の北西部、有田川の中流右岸、国道480号の沿線にあたる。

## 地理
- 山岳：鳥屋城山
- 河川：有田川、五名谷川、長谷川谷川

## 歴史
- 1889年（明治22年）4月1日 - 町村制の施行により、金屋村・市場村・中野村・中井原村・小川村・長谷川村および延坂村の一部（飛地）の区域をもって発足。
- 1955年（昭和30年）4月1日 - 生石村を編入のうえ石垣村・五西月村と合併して金屋町が発足。同日鳥屋城村廃止。

## 経済
農業
『大日本篤農家名鑑』によれば、鳥屋城村の篤農家は「上山宗十郎、岩本八兵衛、黒松久楠、小澤直七、片畑孝太郎、木村秀、久保庄之助、橋爪長右衛門、高垣友七」などである。